# Транс
Транс је посебно психофизичко стање обележено променама ритма дисања, крвног притиска, осетљивости на бол итд., до којег се долази „изласком” из себе и утапањем у нешто веће, праћено осећањем усхићености, озарености или заноса. У религији, ово стање постиже се посебним техникама или ритуалима.